# Garczyn
Garczyn is een plaats in het Poolse district  Kościerski, woiwodschap Pommeren. De plaats maakt deel uit van de gemeente Liniewo en telt 914 inwoners.

## Verkeer en vervoer
- Station Garczyn